# Кельтиберские войны
Кельтиберские войны (термин Аппиана) или Испанские войны — серия военных конфликтов, происходивших в период 181—133 годов до н. э. между наступающими вглубь Испании легионами Римской республики и кельтиберскими племенами территории, ставшей впоследствии римской провинцией Ближняя Испания. Покорённые римлянами кельтиберы вели длительную борьбу против завоевателей, восстания происходили в 195—193, 181—179, 153—151, 143—133, годах до н. э. Серторианская война, в которой на стороне мятежного бывшего консула Испании Сертория выступили восставшие племена кельтиберов и лузитан происходила в 80—72 годах до н. э..
Первая кельтиберская война продолжалась с 181 по 179 год до н. э. Кельтиберы смогли собрать армию в 35 тысяч человек.
Вторая кельтиберская война продолжалась с 154 по 151 год до н. э., известна также как Первая нумантийская война (по названию города Нуманция, столицы ареваков, вокруг которой протекал конфликт). Вместе с кельтиберами против римлян восстали и лузитаны, и параллельно с Второй кельтиберской войной на территории провинции Дальняя Испания протекала Лузитанская война.
Вторая нумантийская война (143—133 до н. э.) иногда именуется также Третьей кельтиберской войной.
Сципион Эмилиан, разрушивший Карфаген, сумел взять Нуманцию после длившейся 15 месяцев осады. После падения Нуманции в 134—133 гг. до н. э. римляне распустили Кельтиберскую конфедерацию; ареваки фактически находились в подчинённом положении к римлянам, а их территории были включены в состав провинции Ближняя Испания.
Третьей кельтиберской войной также иногда называют крупный мятеж кельтиберских племен во главе с ареваками, который происходил в 99-81 гг. до н. э.. 
Воодушевлённые успехами в борьбе с лузитанами и кимврами, и одновременно разочарованные отсутствием признательности со стороны римлян за их поддержку, ареваки начали тайно подстрекать соседей к мятежу. Однако это восстание жестоко подавил проконсул Тит Дидий в 92 г. до н. э., а новая столица Терманция (Термес) была разрушена.
Последнее восстание кельтиберов произошло в 19 г. до н. э., когда многие кельтиберийцы, попавшие в рабство после предыдущего поражения, убили своих хозяев и вернулись домой. Марк Випсаний Агриппа убил почти всех бунтовщиков и разоружил остальных, племя было изгнано из своих крепостей и вынуждено жить на равнинах. Спустя почти два столетия войны в Испании подошли к концу.
Немногие кельтиберийцы попали в плен, потому что, когда они увидели, что потеряли всякую надежду на свободу, они также потеряли всякое желание сохранить свою жизнь. Некоторые подожгли свои форты и перерезали себе горло, другие добровольно остались со своими товарищами и погибли в огне, в то время как другие приняли яд на глазах у всех. Таким образом было уничтожено большинство самых жестоких воинов из племени Кельтиберийцев.Кассий Дион, Римская история (XLIV.5)